# Permakultura
Permakultura je grana ekološkog dizajna, ekološkog inženjeringa, integrisanog upravljanja vodnim resursima, koja razvija održivu arhitekturu, regenerativna i samoodrživa staništa i poljoprivredne sisteme koji su modelovani po uzoru na prirodne ekosisteme. Termin permakultura su prvi skovali Australijanci Bill Mollison i David Holmgren. Reč permakultura prvobitno se odnosila na 'permanentnu poljoprivredu', ali je kasnije njeno značenje prošireno kako bi obuhvatilo značenje 'permanentne kulture', nakon što je uočeno da je društveni aspekt neodvojiv od istinskog održivog sistema, što je inspirisano filozofijom prirodne poljoprivrede Masanobe Fukuoka.
Permakultura je filozofija rada sa prirodom, a ne protiv prirode; produženog i pažljivog posmatranja, a ne produženog i besmislenog rada; posmatranja biljaka i životinja i svih njihovih funkcija, pre nego tretiranje bilo kog područja kao sistema jednog proizvoda. -Bill Mollison

## Istorija
U 1929. godini, Joseph Russell Smith je publikovao knjigu: Kulture drveća: stalna poljoprivreda (eng. Tree Crops: A Permanent Agriculture), u kojoj je objavio svoja dugogodišnja iskustva eksperimentisanja sa kulturama voća i koštuničavog voća za ishranu čoveka i životinja. Video je svet kao isprepletanu povezanu celinu i predložio mešoviti sistem gajenja drveća i drugih useva ispod drveća. Ova knjiga je inspirisala mnoge u pokušaju izgradnje održivih poljoprivrednih sistema, kao na primer Toyohiko Kagawa, koji je bio pionir šumske poljoprivrede u Japanu tokom 1930-tih.
Definicija permanentne poljoprivrede, koja je održiva, je podržana od Australijanca P.A. Yeomans u njegovoj knjizi iz 1964. godine Voda za svaku farmu (eng. Water for Every Farm). On je uveo pristup zasnovan na posmatranju upotrebe zemljišta tokom 1940-tih, I dizajn keyline za upravljanje obezbeđivanjem i distribucijom vode tokom 1950-tih.
Rad Stewart Brand je takođe imao rane uticaje, zabeležio je Holmgren. Ostali koji su uticali na razvoj permakulture su Ruth Stout i Esther Deans, koji su bili pioniri metoda baštovanstva bez kopanja, i Masanobu Fukuoka, koji je u kasnim 1930-tim u Japanu započeo zagovaranje voćnjaka, bašti i prirodne poljoprivrede bez oranja.
Postoji mogućnost da je prvi zapis moderne primene koncepta permakulture kao sistemske metode bilo od strane Austrijskog poljoprivrednika Sepp Holzer tokom 1960-ih.

## Ključna načela i principi dizajna
Tri ključna načela permakulture su:
- Briga o zemlji:Briga da se svi živi sistemi održe i umnože. Ovo je prvo načelo, jer bez zdrave zemlje, ljudi ne mogu opstati.
- Briga o ljudima:Briga da ljudi imaju pristup resursima neophodnim za njihovo održanje.
- Vraćanje viška: Ponovna investicija viška u sistem kako bi se obezbedilo ispunjenje prvog i drugog načela. Ovo uključuje povraćaj otpada u sistem kako bi se reciklirao u nešto korisno.

Permakulturni dizajn naglašava obrasce pejzaža, funkcije i grupe vrsta. Određuje gde bi ovi elementi trebali biti raspoređeni kako bi pružili maksimalnu korist lokalnoj sredini. Centralni koncept permakulture je maksimiziranje korisnih veza među komponentama sistema i sinergija krajnjeg dizajna. Fokus permakulture je dakle ne na svakom elementu odvojeno, nego na vezama koje se stvaraju među elementima usled njihovog organizovanja u sistem i kreiranje celine koja je veća od svakog zasebnog dela. Permakulturni dizajn traži načine za smanjenje nastanka otpada, ljudskog rada i ulaganja energije putem izgradnje sistema koji daje maksimum koristi među dizajniranim elementima i na taj način obezbeđuje sinergiju sistema.
Permakulturni dizajn se razvija tokom vremena uzimajući u obzir veze među elementima i same elemente i može postati izuzetni kompleksni sistem, koji proizvodi mnogo hrane i materijala sa minimalnim ulaganjima.
Principi dizajna koji su osnova permakulture su izvedeni iz nauke ekologije sistema i primera pred-industrijske održive upotrebe zemljišta.
Permakultura se zasniva na nekoliko disciplina uključujući organsku poljoprivredu, agrošumarstvo, integrisanu poljoprivredu, održivi razvoj i primenjenu ekologiju. Permakultura je najčešće primenjivana za dizajn domaćinstva i pejzaža, putem integrisanja tehnika agro-šumarstva, gradnje prirodnim materijalima i skupljanjem kišnice u okviru konteksta principa i teorije permakulturnog dizajna.

## Teorija

### 12 principa dizajna
12 principa permakulturnog dizajna koji su objavljeni u knjizi David Holmgren Permakultura: principi i putevi izvan održivosti (eng. Permaculture: Principles and Pathways Beyond Sustainability):
1. Posmatraj i interreaguj: odvajajući dovoljno vremena za uspostavljanje angažovanja sa prirodom možemo dizajnirati rešenja koja odgovaraju našoj specifičnoj situaciji
2. Hvatanje i skladištenje energije: razvijanjem sistema koji sakupljaju resurse kada su oni najpristupačniji, omogućavaju nam da ih koristimo u vremenima kad su nam potrebni
3. Obezbediti prinos: osigurati se da zaista dobijamo korisne nagrade kao deo posla koji radimo.
4. Primeniti samoregulaciju i prihvatiti povratnu informaciju: Treba da obeshrabrimo neodgovarajuće aktivnosti kako bismo osigurali nastavak dobrog funkcionisanja sistema.
5. Koristi i vrednuj obnovljive resurse i usluge: Najbolje iskoristi bogatstvo prirode kako bismo smanjili potrošačko ponašanje i zavisnost od neobnovljivih izvora.
6. Ne proizvodi otpad: Vrednovanjem i upotrebom svih resursa koji su nam pristupačni ništa ne odlazi u otpad.
7. Dizajniraj od obrasca do detalja: Odstupanjem možemo posmatrati obrasce u prirodi i društvu. Ovi se mogu iskoristiti kao kičma našeg dizajna sa ispunjavanjem detalja usput.
8. Integriši pre nego što odvajaš: Postavljanje odgovarajućih stvari na pravo mesto veze se razvijaju među njima i oni rade zajedno kako bi se podržavali.
9. Koristi mala i spora rešenja: Mali i spori sistemi su lakši za održavanje nego veliki, bolje koriste lokalne resurse i proizvode održive rezultate.
10. Koristi i vrednuj raznolikost: Raznolikost smanjuje ranjivost sistema od različitih pretnji i uzima prednosti jedinstvene prirodne sredine u kojoj se nalazi.
11. Koristi ivice i vrednuj margine: Na mestu susreta različitih stvari dešava se najviše zanimljivosti. Ovo su često najvredniji, najrazličitiji i najproduktivniji elementi sistema.
12. Kreativno koristi i reaguj na promene: Možemo imati pozitivan uticaj na neizbežne promene pažljivim posmatranjem i intervenisanjem u pravom trenutku.

### Slojevitost
Slojevitost je jedan od alata korištenih u dizajnu funkcionalnih ekosistema koji su održivi i direktno korisni ljudima. Zreli ekosistem ima veliki broj veza između svojih komponenti: drveća, središnjeg sloja, pokrovnog sloja, zemljišta, gljiva, insekata i životinja. Biljke rastu do različitih visina i zbog toga je raznolika zajednica života moguća na relativno maloj površini, jer je svaki sloj spakovan jedan iznad drugog. U sistemu šumskog vrta prepoznato je sedam slojeva, mada neki praktičari uključuju i gljive kao osmi sloj.
1. Baldahin: najviše drveće sistema. Visoko drveće dominiraju ali ne zauzima čitav prostor.
2. Podstojni sprat: niže drveće.
3. Sprat žbunja: raznoliki sloj drvenastih vrsta ograničene visine, i neizdiferenciranog stabla.
4. Sprat zeljastih biljaka: Biljke ovog sloja odumiru svake godine (jednogodišnje i dvogodišnje biljke. ili im odumire nadzemni deo tokom zime (višegodišnje).
5. Površina zemlje, pokrov: Postoji neko preklapanje sa spratom zeljastih biljaka i pokrovnim slojem, međutim biljke u ovom sloju su mnogo bliže zemlji, rastu gusto kako bi ispunile goli prostor i često mogu tolerisati nešto gaženja. Pokrovne vrste zadržavaju zemljište i smanjuju eroziju, zajedno sa zelenim đubrivom dodaju organsku materiju zemljištu, posebno azot.
6. Rizosfera: Sloj korenja u zemljištu. Veliki deo ovog sloja čine zemlja i organizmi koji žive u zemljištu kao što su korenje biljaka (uključujući korenaste plodove kao što su krompir i ostale jestive krtole), gljive, insekti, nematode, gliste i slično.
7. Vertikalni sloj: penjačice, kao što su vinova loza.

### Esnafi
Postoje različiti esnafi, uključujući i biljke sa sličnim funkcijama (koje bi se međusobno mogle smenjivati u ekosistemu), ali najčešća percepcija esnafa je esnaf za međusobnu podršku. Takav esnaf predstavlja grupu vrsta u kojoj svaka obezbeđuje set jedinstvenih različitih funkcija koje sarađuju harmonično. Esnaf međusobne podrške su grupe biljaka, životinja, insekata itd. koje dobro sarađuju. Neke biljke se gaje zbog proizvodnje hrane, neke zbog korena kojim izvlače nutrijente iz dubine na površinu zemljišta, neke su fiksatori azota, neke privlače korisne insekte a neke odbijaju štetne insekte. Kada se grupišu zajedno u uzajamno korisnom aranžmanu ove biljke formiraju esnaf.

### Ivični efekat
Efekat ivice u ekologiji se naziva efekat položaja ili postavljanja kontrastnih sredina jedne pored drugih u ekosistemu. Permakulturisti kažu da gde se različiti sistemi susreću, tu je mesto intenzivne produktivnosti i korisnih veza. Primer ovoga je obala, gde se more i zemlja susreću, ovo je posebno bogata površina koja obezbeđuje disproporcionalni procenat ljudskih i životinjskih potreba. Ovaj efekat se oponaša i u permakulturnom dizajnu upotrebom spirala u vrtu ili kreiranjem jezera koja imaju vijugave obale, pre nego odabirom jednostavnog kruga ili ovalnog oblika (ovim se povećava ivična površina zadatog prostora).

### Zone
Zone su način inteligentnog organizovanja elemenata dizajna u ljudskom okruženju na osnovu učestalosti upotrebe i biljnih ili životinjskih potreba. Često korišteni ili održavani elementi dizajna se postavljaju u blizinu kuće u zonama 1 i 2. Ređe korišteni elementima ili elementi koji imaju više koristi od izolacije (kao što su divlje vrste ) su postavljaju udaljeni od kuće. Princip zone je zasnovan na odgovarajućem pozicioniranju elemenata našeg sistema. Zone se označavaju brojevima od 0 do 5.

#### Zona 0
Kuća, ili centar doma. Ovde se principi permakulture fokusiraju na smanjenja potreba za energijom i vodom, upotrebu dostupnih prirodnih resursa, kao što je sunčeva svetlost, i generalno ima se cilj stvaranja harmoničnog održivog okruženja za život i rad. Zona 0 je neformalna oznaka, koja nije posebno definisana u knjizi Bill Mollison.

#### Zona 1
Zona najbliža kući, koja se koristi za postavljanje elemenata sistema koji zahtevaju čestu pažnju, ili koji se trebaju često posećivati, kao što su usevi salate, bilja, voća kao što su jagode ili maline, staklenik, glistenjak, odlaganje kuhinjskog otpada itd. Uzdignute leje se često koriste u zoni 1 u urbanim sredinama.

#### Zona 2
Ova oblast se koristi za višegodišnje biljke koje zahtevaju ređe održavanje, kao što su povremene kontrole korova ili rezanje, uključujući žbunje ribizli, voćnjak, bundeve, sladak krompir, itd. Takođe, to bi moglo biti dobro mesto za košnice, kompostiranje većih razmera, i sl.

#### Zona 3
Oblast u kojoj se uzgajaju glavni - usevi za domaću upotrebu i za trgovinu. Nakon osnivanja, potrebna nega i održavanje je minimalno kao što su navodnjavanje ili suzbijanje korova možda jednom nedeljno (ukoliko se koristi malčiranje i slične korisne metode).

#### Zona 4
Polu-divlja oblast. Ova zona se uglavnom koristi za stočnu hranu i prikupljanje resursa, na primer proizvodnju drveta za gradnju ili drva za ogrev.

#### Zona 5
Oblast divljine. Nema ljudske intervencije u zoni 5. Osim posmatranja prirodnih ekosistema i ciklusa prirode. U ovoj zoni izgrađuje se prirodna rezerva bakterija, plesni i insekata, koja može da pomogne ostalim zonama.

## Literatura
- Bell, Graham (2004) [1992, Thorsons,  0-7225-2568-0], The Permaculture Way (2nd изд.), UK: Permanent Publications, ISBN 978-1-85623-028-5.
- ——— (2004), The Permaculture Garden, UK: Permanent, ISBN 978-1-85623-027-8.
- Burnett, G (2001), Permaculture: a Beginner's Guide, UK: Spiralseed, ISBN 978-0-95534921-8.
- Fern, Ken (1997), Plants For A Future, UK: Permanent, ISBN 978-1-85623-011-7.
- Fukuoka, Masanobu (1978), The One–Straw Revolution, Holistic Agriculture Library, US: Rodale Books.
- Hart, Robert (1996), Forest Gardening, UK: Green Books, стр. 41, ISBN 1-900322-02-1.
- Hemenway, Toby (2009) [2001,  1-890132-52-7], Gaia's Garden: A Guide to Home-Scale Permaculture, US: Chelsea Green, ISBN 978-1-60358-029-8
- Holmgren, David, Melliodora (Hepburn Permaculture Gardens): A Case Study in Cool Climate Permaculture 1985–2005, AU: Holmgren Design Services.
- ———, Collected Writings & Presentations 1978–2006, AU: Holmgren Design Services.
- ——— (2009), Future Scenarios, White River Junction: Chelsea Green.
- ———, Permaculture: Principles and Pathways Beyond Sustainability, AU: Holmgren Design Services.
- ———, Update 49: Retrofitting the suburbs for sustainability, AU: CSIRO Sustainability Network, Архивирано из оригинала 2002-12-08. г..
- Jacke, Dave with Eric Toensmeier (2005). Edible Forest Gardens. Volume I: Ecological Vision and Theory for Temperate-Climate Permaculture, Volume II: Ecological Design and Practice for Temperate-Climate Permaculture.. Edible Forest Gardens (US)
- King, Franklin Hiram (1911), Farmers of Forty Centuries: Or Permanent Agriculture in China, Korea and Japan, Архивирано из оригинала 29. 10. 2019. г., Приступљено 15. 10. 2019.
- Law, Ben (2005), The Woodland House, UK: Permanent, ISBN 978-1-85623-031-5.
- ——— (2001), The Woodland Way, UK: Permanent Publications, ISBN 978-1-85623-009-4.
- Loofs, Mona (1993). Permaculture, Ecology and Agriculture: An investigation into Permaculture theory and practice using two case studies in northern New South Wales. Honours thesis, Human Ecology Program, Department of Geography, Australian National University
- Macnamara, Looby. People and Permaculture: caring and designing for ourselves, each other and the planet. ISBN 1-85623-087-2.. [Permanent Publications] (UK) (2012) .
- Mollison, Bill (1979), Permaculture Two, Australia: Tagari Press, ISBN 978-0-908228-00-3.
- ——— (1988), Permaculture: A Designer's Manual, AU: Tagari Press, ISBN 978-0-908228-01-0.
- ———; Holmgren, David (1978), Permaculture One, AU: Transworld Publishers, ISBN 978-0-552-98060-9.
- Odum, H.T., Jorgensen, S.E. and Brown, M.T. 'Energy hierarchy and transformity in the universe', in Ecological Modelling, 178, pp. 17–28 (2004).
- Paull, J. "Permanent Agriculture: Precursor to Organic Farming", Journal of Bio-Dynamics Tasmania, no.83, pp. 19–21, 2006. Organic eprints.
- Rosemary, Morrow (1993), Earth User's Guide to Permaculture, ISBN 978-0-86417-514-4.
- Shepard, Mark (2013). Restoration Agriculture – Redesigning Agriculture in Nature’s Image. ISBN 1-60173035-7.. Acres US, 2013,
- Whitefield, Patrick (1993), Permaculture In A Nutshell, UK: Permanent, ISBN 978-1-85623-003-2.
- ——— (2004), The Earth Care Manual, UK: Permanent Publications, ISBN 978-1-85623-021-6.
- Woodrow, Linda. The Permaculture Home Garden.. Penguin Books (Australia).
- Yeomans, P.A. Water for Every Farm: A practical irrigation plan for every Australian property, KG Murray, Sydney, NSW, Australia (1973).
- The Same Planet a different World (free ebook), FR, Архивирано из оригинала 27. 01. 2010. г., Приступљено 15. 10. 2019.

## Spoljašnje veze
- Udruženje permakultura Srbije
- Udruženje permakulturna asocijacija Srbije
- Ferguson, Rafter Sass; Lovell, Sarah Taylor (2013), „Permaculture for agroecology: design, movement, practice, and worldview” (PDF), Agronomy for Sustainable Development (review), 34 (2): 251, doi:10.1007/s13593-013-0181-6 – The first systematic review of the permaculture literature, from the perspective of agroecology.}-